# Chazelles-sur-Albe
Chazelles-sur-Albe település Franciaországban, Meurthe-et-Moselle megyében. Lakosainak száma 49 fő (2022. január 1.). Chazelles-sur-Albe Autrepierre, Blémerey, Domèvre-sur-Vezouze, Gondrexon, Reillon, Saint-Martin és Verdenal községekkel határos.

## Népesség
A település népességének változása:
| Lakosok száma | 46   | 35   | 48   | 46   | 32   | 38   | 44   | 45   | 46   | 49   |
|               | 1968 | 1982 | 1990 | 2006 | 2013 | 2015 | 2017 | 2019 | 2020 | 2022 |